# Die Brooklyn-Revue
Die Brooklyn-Revue (Originaltitel: The Brooklyn Follies) ist ein Roman des amerikanischen Schriftstellers Paul Auster aus dem Jahr 2005.

## Handlung
Der Roman beginnt in Brooklyn, als Nathan Glass nach überstandener Lungenkrebserkrankung zurück in sein altes Viertel zieht. Er hat kaum Erinnerungen an das Brooklyn, in dem er geboren wurde, bezeichnet es aber als Platz, an dem er sterben wolle. Nach seiner Scheidung, mit deren Erlös er sich ein 2-Zimmer-Apartment mietet, beginnt er sein Leben neu zu ordnen.
Dann überschlagen sich die Ereignisse. Nathan Glass trifft auf seinen Neffen (Tom Wood), den er mehrere Jahre nicht mehr zu Gesicht bekommen hat, und erfährt von dessen Schicksal, von den Rückschlägen, die er erlitten hat und von seiner momentanen Anstellung als Verkäufer in einem Antiquariat namens Brightman’s Attic. So kommt es auch, dass er dem Inhaber der Buchhandlung, Harry Brightman (vormals Dunkel), vorgestellt wird. Kurz danach tritt die kleine Lucy auf den Plan, die Tochter von Toms lange verschollen geglaubter Schwester. Perplex stellen sie fest, dass das Kind kein einziges Wort spricht. Nach langem Hin und Her beschließen die beiden, die kleine Lucy zu Pamela, Toms Stiefmutter, nach Vermont zu bringen.
Bedingt durch einen Motorschaden können sie ihre Reise nicht fortsetzen und übernachten, bis der Wagen wieder repariert ist, im Chowder Inn. Dort lernt Tom Honey kennen, die Tochter des Betreibers.
Doch der Besuch endet jäh, als ein Anruf sie zurück in die Realität reißt. Harry Brightman ist tot. Nathan, der in die dunklen Machenschaften von Harry eingeweiht war, beschließt kurzerhand zurück nach New York City zu fahren und Lucy gleich mitzunehmen. Nathan erfährt von dem Besuch der beiden Männer, die Harry mit einem gefälschten Manuskript von Nathaniel Hawthornes Der scharlachrote Buchstabe, überreden wollten, den großen Coup zu landen. Auch von den bösen Vorahnungen Nathans konnte Harry Brightman sich nicht abhalten lassen, wofür er letztendlich den Preis bezahlte.
Nach der Beerdigung scheint alles wieder in normalen Bahnen zu verlaufen. Doch, wie es der Zufall will, finden sie das Testament von Brightman. Das Testament besagt, dass Tom und Rufus, Geliebter, Schützling, HIV-positiv und Drag Queen, begünstigt wurden und alles bekommen. Bis eines Tages wieder Honey auf den Plan tritt und Tom heiratet. Sie beschließen Lucy bei sich aufzunehmen. Als die Mutter, Toms Schwester Aurora, verzweifelt eine Nachricht auf den Anrufbeantworter spricht, beschließt Nathan mit nur vagen Anhaltspunkten, dem ungenauen Aufenthaltsort und einer Adresse, Aurora ausfindig zu machen und zurückzuholen. Es stellt sich heraus, dass sie in den Fängen eines fanatischen religiösen Fundamentalisten ist, der sie gefangen hält.
Er bringt sie nach Brooklyn zurück. Dort angekommen, zieht sie in das Haus Nancy Mazzucchellis, mit der sie im weiteren Verlauf eine lesbische Beziehung beginnt. Nathan hat sich mit ihrer Mutter angefreundet und führt mit ihr eine harmonische Beziehung.
Nach einem Essen in seiner Wohnung bricht er zusammen. Er wird sofort in ein Krankenhaus gebracht, wo festgestellt wird, dass der Zusammenbruch auf eine Entzündung der Speiseröhre zurückzuführen ist (und nicht auf einen lebensgefährlichen Herzinfarkt). Er wird am 11. September 2001, rund eine Stunde bevor das erste Flugzeug in einen der Türme des World Trade Centers fliegt, entlassen.

## Ausgaben
- The Brooklyn Follies. Henry Holt, New York 2005. ISBN 0-8050-7714-6
  - Übersetzung: Die Brooklyn-Revue. Dt. von Werner Schmitz. Rowohlt, Reinbek 2006. ISBN 978-3-498-00066-0

## Kritiken
- Gertrud Lehnert: Zum Sterben nach New York. Paul Auster: "Die Brooklyn-Revue", Deutschlandradio Kultur, 15. März 2006.
- Hubert Winkels: Paradise Lost. Warum das Paul-Auster-Prinzip nun endgültig gescheitert ist., Die Zeit, 16. März 2006.